# Convento de las Vírgenes
El convento de las Santas Justa y Rufina, conocido como de las Vírgenes, fue un establecimiento religioso situado en Sevilla (Andalucía, España), perteneciente a las concepcionistas franciscanas. Fue fundado en 1586 y desamortizado en 1837.

## Historia
Fue fundado en 1586 por Alonso Fajardo Villalobos, sevillano arcediano y canónigo en la ciudad, obispo de Esquilache. Alonso Fajardo logró que la nueva fundación fuese dirigida por la abadesa del Convento de la Concepción cercano a la Iglesia de San Juan de la Palma, Antonia Tremiño. Ella se llevó como compañera a Constanza Marín, para que le sirviese de vicaria y maestra de novicias.
El papa Sixto V, el cardenal arzobispo Rodrigo de Castro Osorio y el rey Felipe II dieron las debidas licencias para la fundación. Antonia Tremiño y Constanza Marín tomaron posesión del nuevo convento el 20 de agosto de 1586. La primera en tomar el hábito fue Antonia de Osorio, sobrina del arzobispo.
La primera misa rezada en su iglesia se celebró el 21 de agosto de 1587. El 3 de julio de 1588 se puso en ella el Santísimo Sacramento.
En 1593 Antonia Tremiño regresó al Convento de la Concepción cercano a la Iglesia de San Juan de la Palma, tras haber ayudado en la construcción del convento y en la instrucción de las novicias. Las monjas, por consejo de Tremiño, escogieron como abadesa a María Faxardo.
María Faxardo fue abadesa durante 5 años, pero debió de ser escogida abadesa en otras ocasiones pues su firma aparece en documentos posteriores de 1598, 1617, 1629, 1630 y 1636. A finales del siglo XVIII las religiosas plantearon la vuelta a la vida en común en el claustro como en la regla original, lo que fue alabado e imitado en el Convento de la Concepción cercano a San Juan de la Palma a partir del 8 de febrero de 1789.
El convento fue desamortizado en 1837 y las monjas se trasladaron al Convento de la Concepción cercano a San Juan de la Palma. En la iglesia se instaló un taller de carpintería. En la actualidad, no queda nada de las dependencias conventuales ni de su iglesia. La calle en la que estuvo se llama Vírgenes.
En la Iglesia de San Nicolás se conserva un retablo de la Santísima Trinidad procedente de este convento.